# 방기성
방기성(方基成, 1956년 6월 21일 ~ , 경기도 광주)은 대한민국의 전 공무원이다.  경기도 행정제2부지사, 소방방재청 차장 등을 역임하고, 국민안전처 안전정책실 실장으로 재직 중 부인 부적절 취업 의혹으로 직위해제 당하였다.

## 학력
- 1976년: 경희고등학교 졸업
- 1984년: 성균관대학교 토목공학 학사
- 1986년: 서울대학교 대학원 토목학 석사

## 경력
- 1984: 제19회 기술고시 합격(토목사무관)
- 1996.07: 내무부 민방위재난통제본부 방재국 재해복구과(시설서기관)
- 1997.06: 내무부 지역개발과
- 1998.03: 행정자치부 민방위재난통제본부 방재국 재해복구과장
- 1999.01: 행정자치부 민방위재난통제본부 방재국 재해대책과장
- 2000.11: 행정자치부 지방재정세제국 지역진흥과장
- 2002.11: 행정자치부 민방위재난통제본부 방재관(부이사관)
- 2006.07: 소방방재청 방재관리본부장(고위공무원[나급])
- 2008.03: 행정안전부 재난안전실 재난총괄관리관
- 행정안전부 재난안전관리관
- 2009.01: 행정안전부 감사관
- 2010.6 ~ 2011.07: 경기도 행정2부지사(고위공무원[가급])
- 2011.08 ~ 2013.04: 소방방재청 차장
- 2013.04 ~ 2014.12: 제주특별자치도 행정부지사
- 2014.12 ~ 2015.05: 국민안전처 안전정책실 실장
- 2015.05 ~ 2016.03: 국민안전처 일반직고위공무원
- 2016.03: 의원면직
- 2017.03 ~ : 경운대학교 안전방재공학과 교수
- 2022.10 ~ : 한국안전리더스포럼포럼 고문
- 2023.02 ~ : 한국방재협회 회장

## 수상
- 1999년: 녹조근정훈장
- 2006년: 홍조근정훈장